# Ramon Mabillard
Ramon Olivier Mabillard (* 18. Juni 1972 in Basel) ist ein Schweizer Jurist, Anwalt, Notar und Hochschullehrer an der Universität Freiburg (Schweiz).

## Leben
Mabillard studierte an der Universität Basel, wo er 1996 mit dem Lizenziat abschloss. Anschliessend absolvierte er im Jahre 1999 das Advokaturexamen im Kanton Basel-Stadt. 2004 promovierte er an der Universität Freiburg (Schweiz). Im gleichen Jahr erlangte Mabillard einen LL.M. der Columbia University. 2007 erhielt er das Notariatspatent des Kantons Basel-Stadt. 
2015 habilitierte er sich an der Universität Freiburg und seit 2016 ist er ordentlicher Professor am Lehrstuhl für Verfahren und Grundlagen des Rechts an dieser Universität. Daneben hat er einen Lehrauftrag am Institut Universitäre Fernstudien Schweiz und arbeitet weiterhin als Anwalt und Notar in Basel.
Mabillard ist Richter am Appellationsgericht Basel-Stadt und Gerichtsschreiber am Verwaltungsgericht der Bank für Internationalen Zahlungsausgleich in Basel. Zudem ist er Mitglied der Notariatsprüfungskommission des Kantons Freiburg.

## Publikationen (Auswahl)
- Gesellschaftsrechtliche Aspekte der Vertragsverhandlungen – Eine Untersuchung der Culpa in Contrahendo. Helbing & Lichtenhahn, Basel 2004, ISBN 978-3-7190-2266-2 (Dissertation).